# 哈爾蒂亞峰
哈爾蒂亞峰（芬蘭語：Halti，芬兰语又称，或）是一座位于芬蘭和挪威兩國交界處的山峰。其最高峰顶位于挪威一側，名为Ráisduattarháldi，標高1,365米。山峰在芬兰一侧的最高点的高度为1,324米，这也是整个芬兰的最高点，它位于一个名叫峰顶（標高1,331米）的山坡上。哈爾蒂亞峰在芬兰的一侧属于拉普兰区的埃农泰基厄市镇。
因此芬兰的最高点是在一个山坡上，而不是峰顶。在芬蘭境内的最高峰顶是，標高1,316米。

## 提議更改邊界
2015年，挪威測繪局退休地質學家哈爾森發起連署，將挪威與芬蘭的邊界北移150公尺、西移200公尺，讓1331公尺的哈爾蒂亞峰峰顶成為芬蘭領土，以作為獨立100周年的賀禮。挪威及芬蘭政府皆表示此事需要修憲才能成案。2016年7月，時任挪威首相艾娜·瑟爾貝克表示為慶祝芬蘭獨立百年，有意將山頂土地讓予芬蘭。不過，最終挪威政府表示此提議違反挪威憲法第一條的「挪威為自由、獨立、不可分割之國度」一條，因此否決此一提議。

## 图集

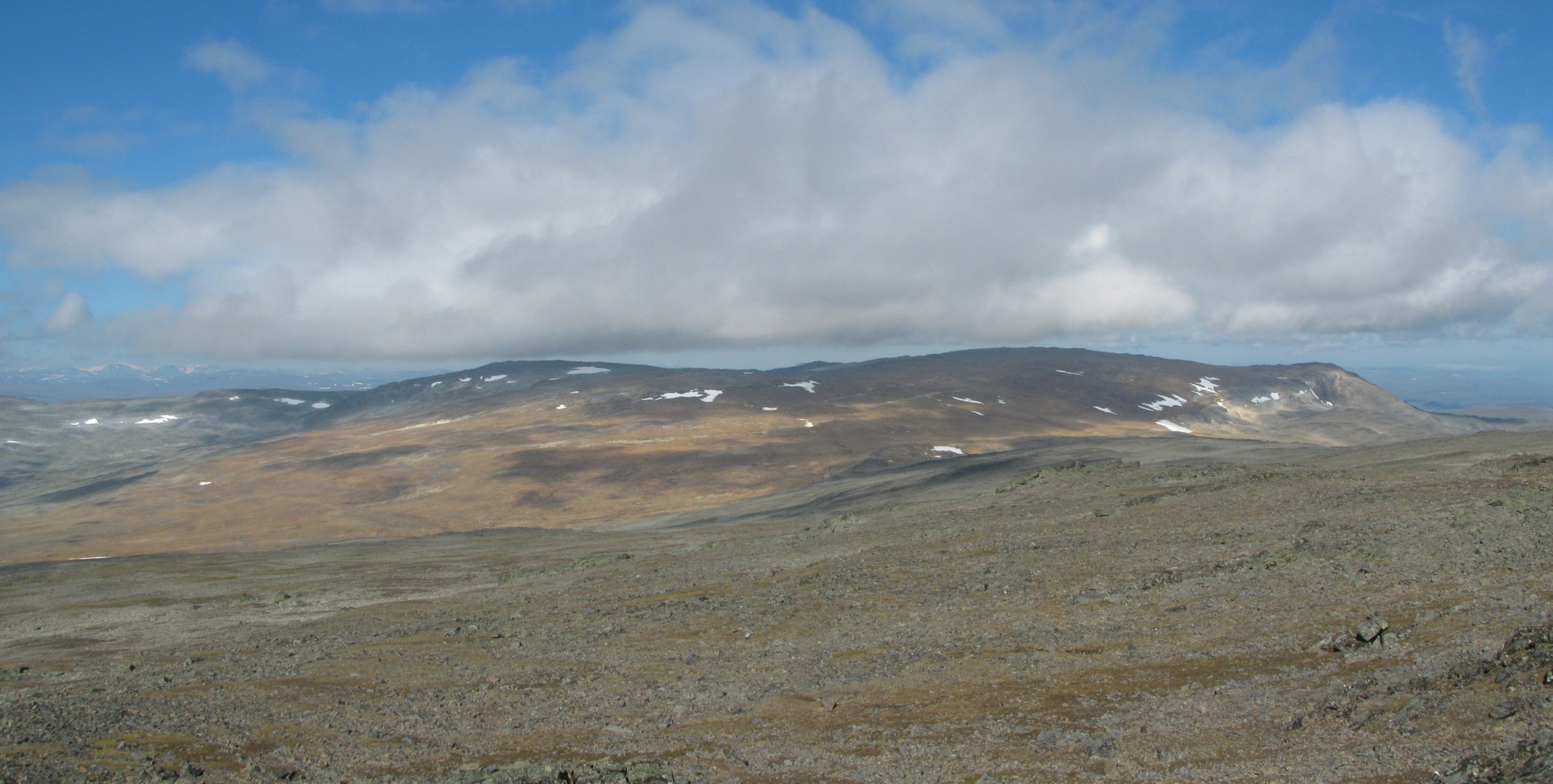
从峰顶看哈尔蒂亚，图片中央往左是峰顶，中央往右是位于挪威一侧的最高峰顶Ráisduattarháldi。
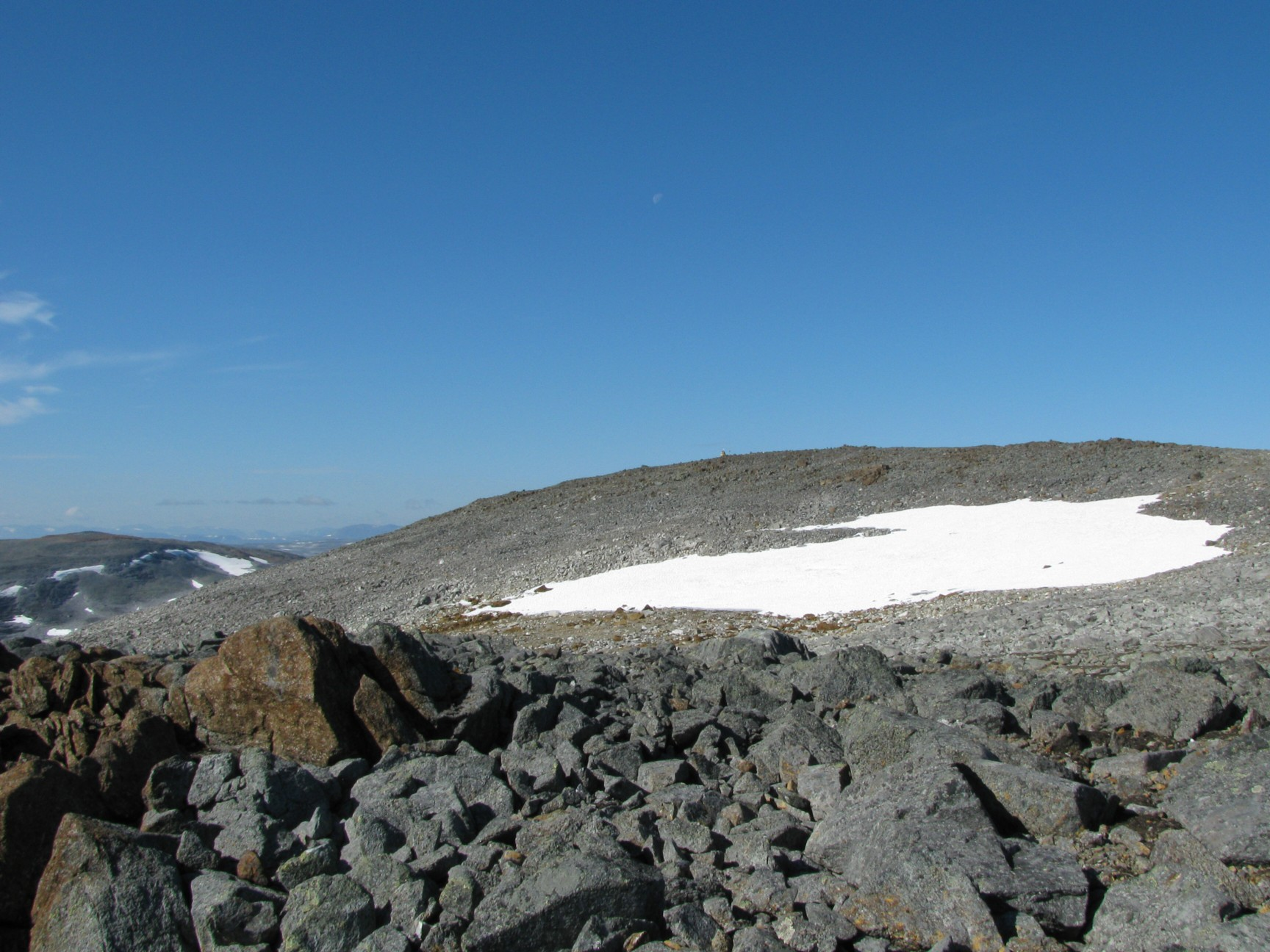
从东边看峰顶，芬兰最高点大概在图片的中央。
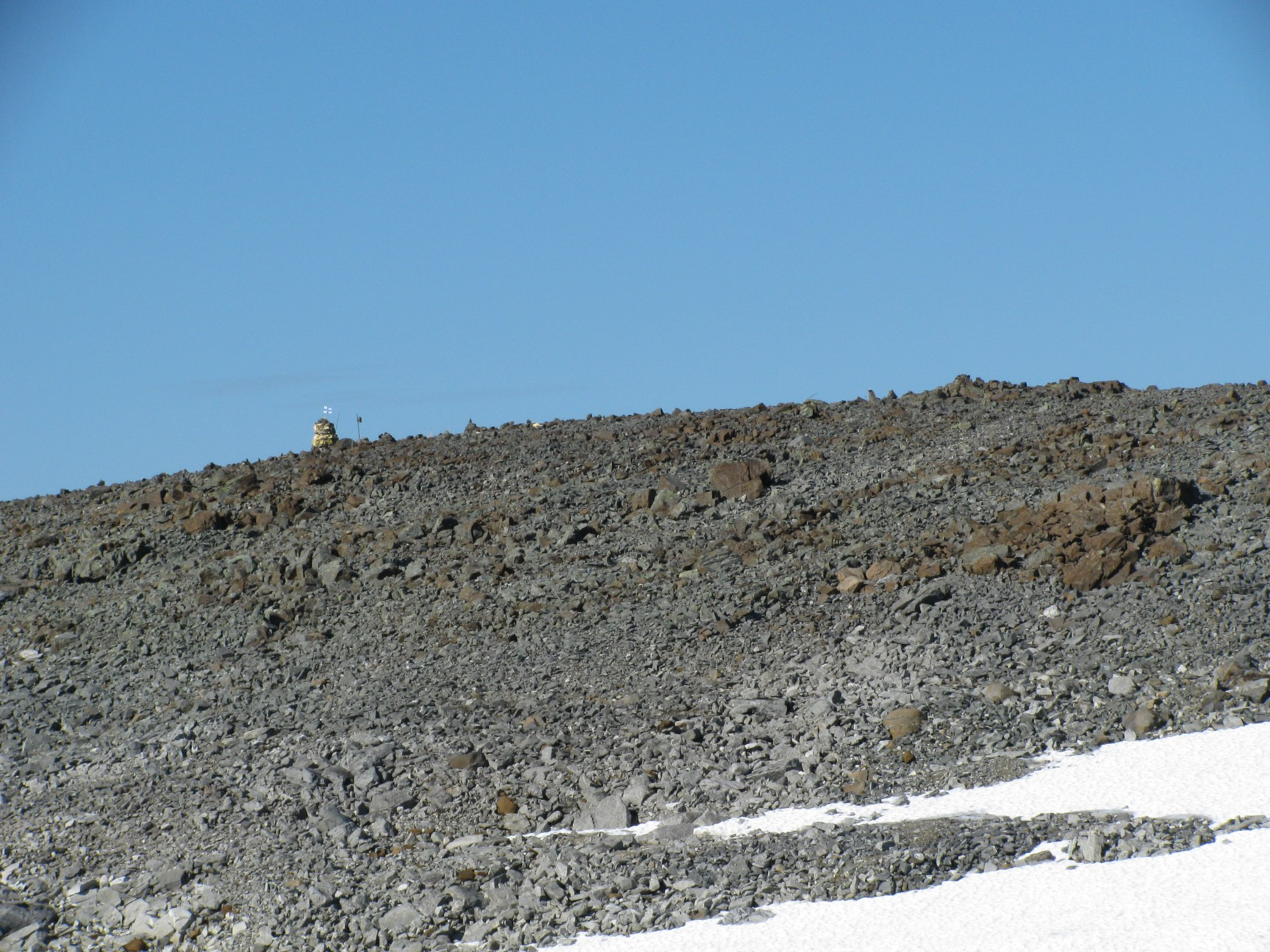
303B号界碑不是在峰顶上。
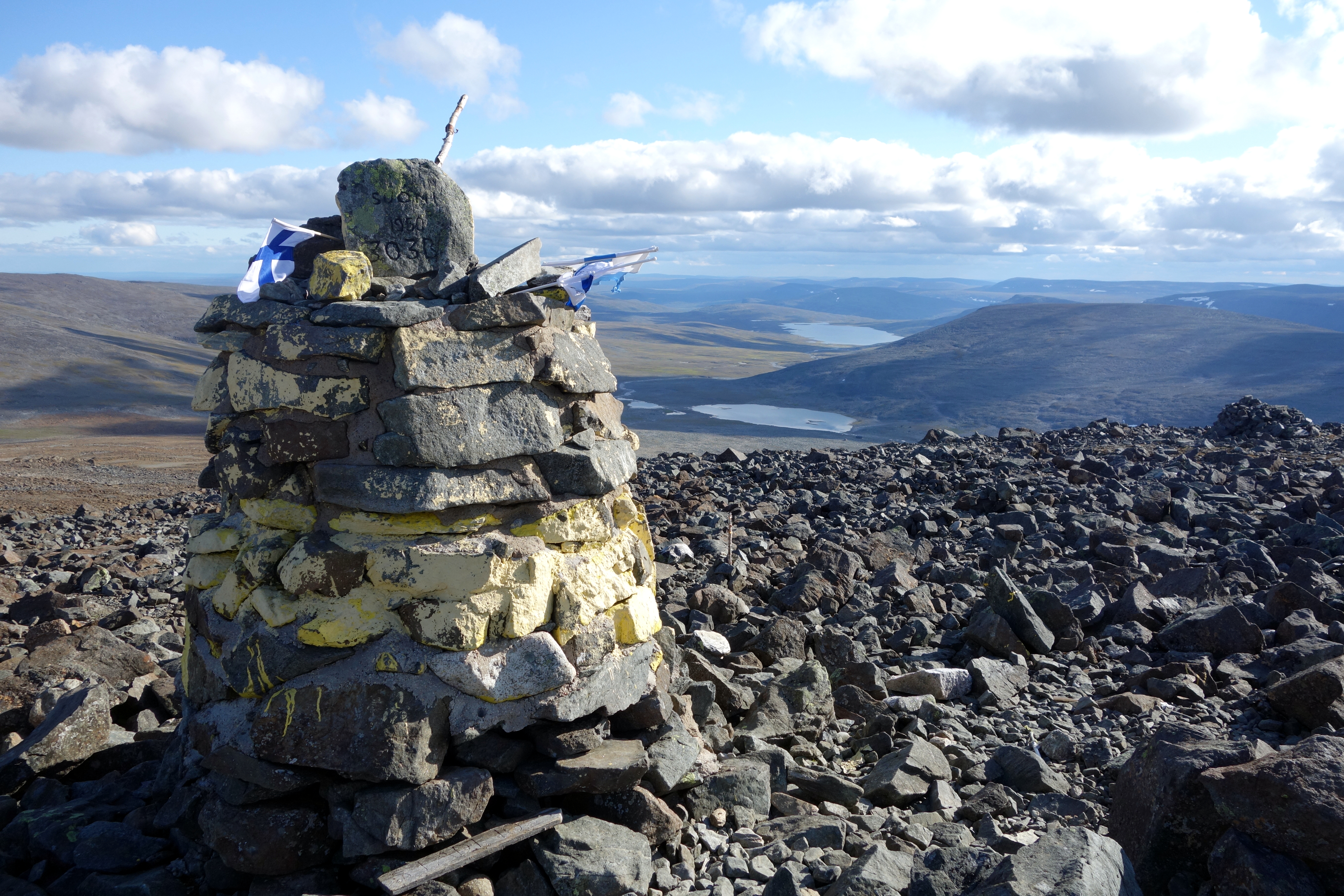
303B号界碑，图片中方向是朝西。